# A Kylie Christmas
A Kylie Christmas prvi je blagdanski EP australske pjevačice Kylie Minogue. Objavljen je 1. prosinca i 21. prosinca 2010. godine u izdanju diskografskih kuća Parlophone i EMI. EP je objavljen 1. prosinca na iTunesu pod imenom A Kylie Christmas s dvjema pjesmama,  a 21. prosinca s trima pjesmama, uključujući pjesme "Aphrodite" i "Can't Beat the Feeling" s Minogueinog jedanaestog studijskog albuma Aphrodite. A Christmas Gift je objavljen u specifičnim regijama poput Ujedinjenog Kraljevstva i SAD-a.
Minogue je, odjevena poput pahulje izvodila pjesme "Let It Snow" i "Santa Baby" u Rockefeller centru.

## Popis pjesama
- A Kylie Christmas

1. " Let It Snow" – 1:57
2. "Santa Baby" – 3:22

- A Christmas Gift

1. "Aphrodite" – 3:47
2. "Can't Beat The Feeling" – 4:10
3. "Santa Baby" – 3:23

## Top ljestvice

### "Santa Baby"
| Ljestvica (2010.) | Najviša pozicija |
| ----------------- | ---------------- |
| Australija        | 85               |

### "Let It Snow"
| Ljestvica (2010.) | Najviša pozicija |
| ----------------- | ---------------- |
| Australija        | 89               |

## Povijest objavljivanja
- A Kylie Christmas

| Regija                 | Datum              | Izdavač        | Format                |
| ---------------------- | ------------------ | -------------- | --------------------- |
| SAD                    | 1. prosinca 2010.  | EMI/Parlophone | Digitalno preuzimanje |
| Ujedinjeno Kraljevstvo | 1. prosinca 2010.  | EMI/Parlophone | Digitalno preuzimanje |
| Novi Zeland            | 12. prosinca 2010. | EMI/Parlophone | Digitalno preuzimanje |
| Australia              | 12. prosinca 2010. | EMI/Parlophone | Digitalno preuzimanje |

- A Christmas Gift

| Regija                 | Datum              | Izdavač        | Format                |
| ---------------------- | ------------------ | -------------- | --------------------- |
| SAD                    | 21. prosinca 2010. | EMI/Parlophone | Digitalno preuzimanje |
| Ujedinjeno Kraljevstvo | 21. prosinca 2010. | EMI/Parlophone | Digitalno preuzimanje |